# Noale
Noale (Noàłe o Noàl in veneto) è un comune italiano di 16 205 abitanti della città metropolitana di Venezia in Veneto.
Fa parte del comprensorio del Miranese, insieme ai vicini comuni di Mirano, Santa Maria di Sala, Salzano, Scorzè, Spinea e Martellago.

## Geografia fisica
Il territorio di Noale è completamente pianeggiante, con altitudini che variano dagli 11 ai 18 m s.l.m. (punto più alto della provincia di Venezia) e la città sorge al centro di una zona rurale.
Il corso d'acqua principale è il Marzenego che lambisce il centro storico e la rocca. Altro fiume degno di nota è il Draganziolo, suo affluente di sinistra, mentre a sud il confine con Santa Maria di Sala è segnato in parte dal Muson Vecchio.
Poco discoste dal centro e a cavallo del Draganziolo si estendono cave di argilla abbandonate, in parte acquisite dal Comune e recuperate come oasi gestita dal WWF.
È nella parte occidentale della sua città metropolitana di appartenenza, al confine con la provincia di Padova.

## Origini del nome
Toponimi simili a Noale sono assai diffusi nel Nordest: derivano tutti da novālis, termine latino che significa "maggese", "campo che si coltiva da poco" (cfr. il friulano novâl "terreno boscoso da poco ridotto in coltura"). Ma nel caso specifico bisogna considerare che nel Medioevo il nome non era Noale bensì Anoale e quindi il significato potrebbe essere invece "luogo di mercato annuale" (lat. annualis); vedi per esempio il cronachista Rolandino da Padova:
Dum autem Eccelinus cum blidis et aliis instrumentis impugnaret Anoale fortissime et jam fregisset Palatium Castri […] reddidit Domino Eccelino Anoale et Mestre die una, scilicet X exeunte Septembri. Unde in praesenti Dominus Eccelinus fecit fieri unum zironem in Anoale et III zirones in Mestre (In De factis in marcha tarvisina libri XII (1180-1260). L. V, cap. XV.)
Rolandino da Padova era un cronachista del tutto coevo degli avvenimenti che narrava (… exeunte Septembri. Unde in praesenti…) e quindi molto difficilmente avrebbe potuto sbagliare il nome di una località oltretutto tanto vicina alla sua città natale.

## Storia
I molti reperti archeologici testimoniano che la civiltà era presente nel territorio già in epoca preromana e romana. A questi si aggiungono vari toponimi di chiara origine latina e la disposizione di strade e fossati che ricalca la regolarità della centuriazione. Inoltre, esiste una tradizione che afferma che la comunità di Noale fosse stata evangelizzata da san Prosdocimo, primo vescovo di Padova, nel I secolo.
Novalis crebbe d'importanza dopo il 1000 quando venne fortificata per divenire un avamposto militare di Treviso, poco lontano dal confine con la rivale Padova (rappresentato dal fiume Musone).
Nel XII secolo (1158) il castello divenne residenza dei signori Tempesta che avevano ricevuto la carica di "avogari", cioè difensori e amministratori dei beni temporali dei vescovi di Treviso. I Tempesta eserciteranno tale ufficio fino alla fine del Trecento quando, dopo l'estinzione del ramo legittimo, subentrarono gli Azzoni.
Nel (1339) i Tempesta consegnarono il Castello di Noale alla Serenissima che vi istituì una Capitaneria e, in seguito, una Podesteria. Sotto il governo francese la città divenne comune e, durante il successivo dominio austriaco, capoluogo di distretto. Nel 1853 subì un declassamento amministrativo in quanto città natale del patriota Pier Fortunato Calvi. Nel 1866 entrò con tutto il Veneto nel Regno d'Italia, passando dalla provincia di Padova a quella di Venezia.
L'11 ottobre 1944 tra Zeminiana di Massanzago e Briana ci fu un importante combattimento tra la GNR e partigiani guidati anche da Bruno Eugenio Ballan.

### Simboli
Lo stemma e il gonfalone sono stati concessi con decreto del presidente della Repubblica del 9 gennaio 2001.
Il gonfalone è un drappo di azzurro.

## Monumenti e luoghi d'interesse

### Architetture religiose

#### Chiesa arcipretale dei Santi Felice e Fortunato

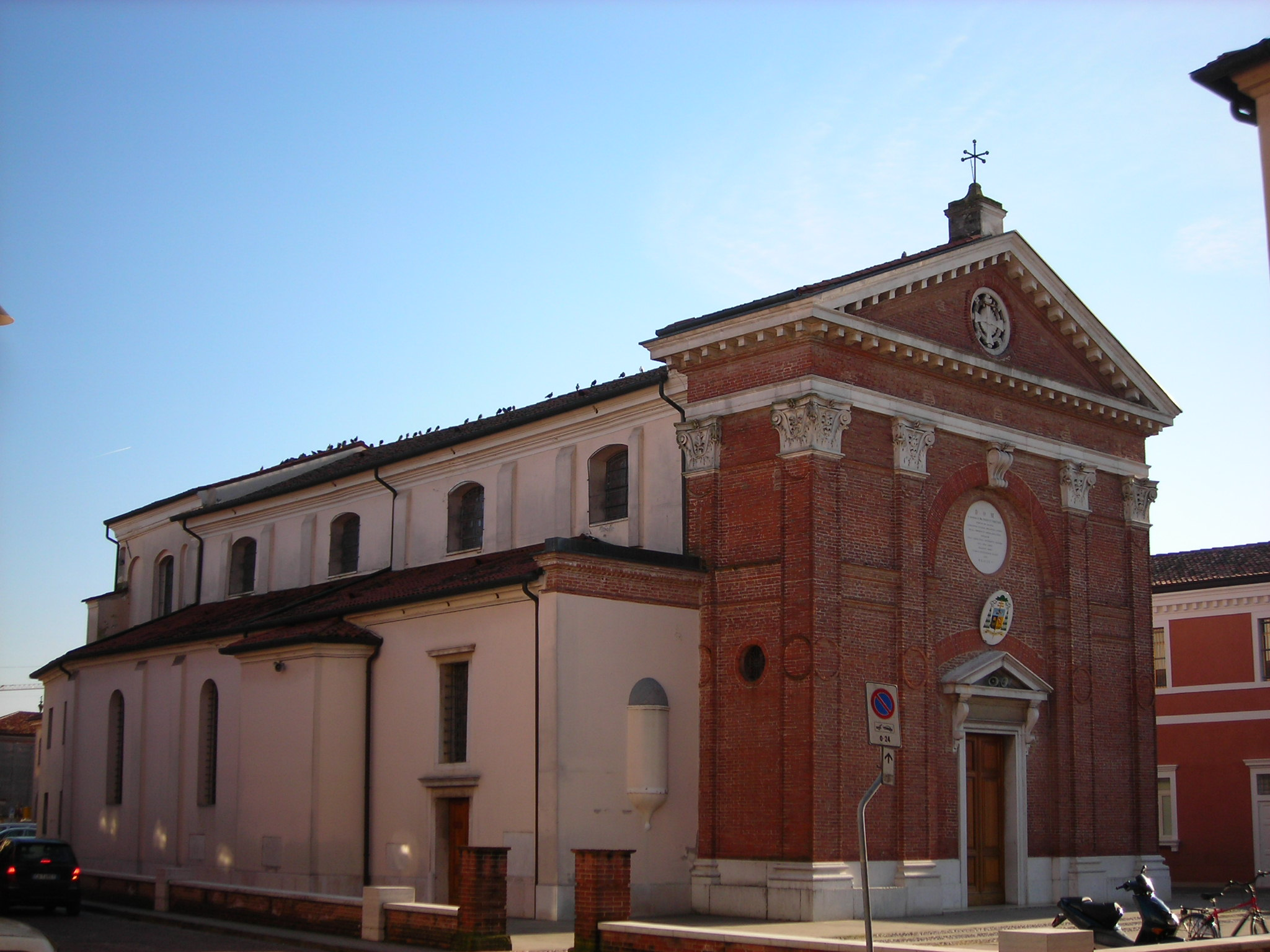
Chiesa dei Santi Felice e Fortunato

Principale luogo di culto della città, è arcipretale dal 1769 e sede di un vicariato della diocesi di Treviso. Conserva varie pregevoli opere d'arte.

#### Chiesa dell'Assunta
L'edificio, risalente all'inizio del XVI secolo, era la chiesa abbaziale del Monastero benedettino femminile intitolato a Santa Maria della Misericordia (fondato nel 1492), del quale con la Foresteria che gli sorge di fronte, è l'unica testimonianza. È ad unica navata, in stile romanico, ma modificato. Sull'altare maggiore si trova una pala raffigurante l'Assunta con alcuni santi del pittore trevigiano Bartolomeo Orioli del 1602 e un pregevole Tabernacolo in stile barocco. Ai lati del presbiterio ci sono due altari: a sinistra quello di San Francesco di Paola con pala raffigurante il santo a figura intera firmata da Iseppo Scolari: a destra l'altare della Madonna del Rosario, datato marzo 1563 con una bellissima immagine della Vergine in trono col Bambino, opera di scuola sansoviniana. Ai piedi dell'altare vi è la sepoltura della famiglia Lamberti di Venezia. In questa tomba è stato sepolto, per sua volontà, Giovanni Battista Rossi (1737-1826). Un quarto altare, eretto nel 1735 in stile barocco, occupa la parete orientale dell'edificio: attualmente è collocato un pregevole Crocifisso settecentesco (opera di Brustolon?), mentre prima della soppressione del monastero conteneva la pala della Visitazione di Paris Bordon che andò dispersa. La chiesa, che era dotata di un pregevole organo del Callido (1779) ora depositato nella parrocchiale di Fossalta (Padova), ha subito varie modifiche a causa di non rispettosi restauri; nel 2007 si è concluso un accurato intervento conservativo. Ogni mattina dei giorni feriali viene celebrata la santa messa e, durante l'ottava della solennità dell'Assunta, si svolge annualmente dal 1830 (salvo un'interruzione nel primo decennio del 1900) una sagretta detta, in veneto, dee Muneghe in ricordo della festa che vi si svolgeva ai tempi del monastero.

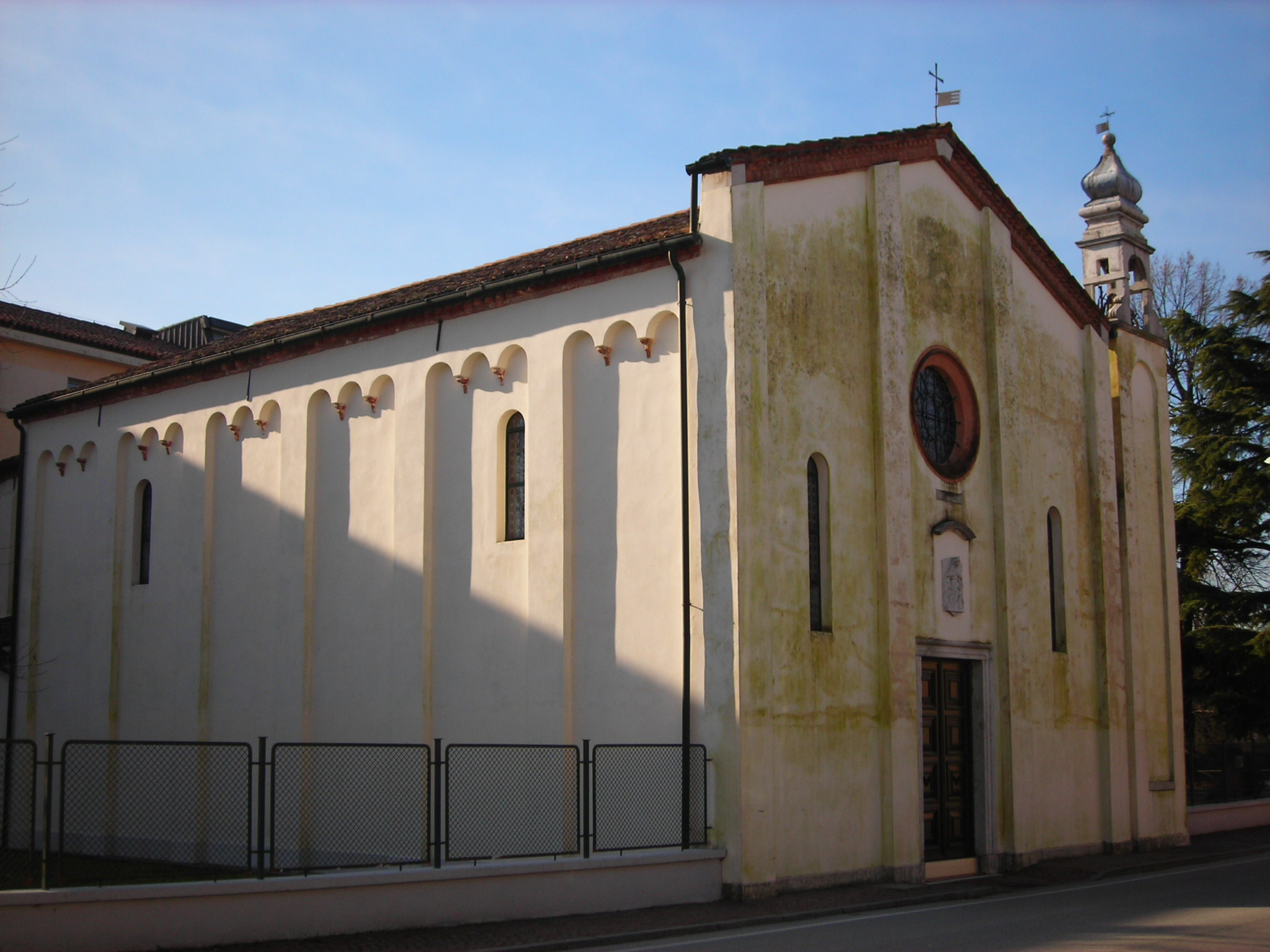
Chiesa dell'Assunta

#### Chiesetta di Ca' Matta
Fu eretta in epoca imprecisata, ma probabilmente al tempo dei Tempesta in quanto presso il quartiere dove alloggiavano i soldati (Ca' Mata, appunto, corrispondente all'italiano casamatta). Da ricordare, al suo interno, una statuetta della Vergine con Bambino.

#### Chiesa dell'Ospedale o di Santa Maria dei Battuti
La chiesa occupa lo spazio dell'atrio dell'antico ospedale dei Battuti. Sull'altare di destra si trova una notevole effigie della Madonna in trono col Bambino detta Madonna del Fuoco o dei Battuti (XV secolo), un tempo molto venerata dalla popolazione perché ritenuta miracolosa.

### Architetture civili

#### Palazzo della Loggia

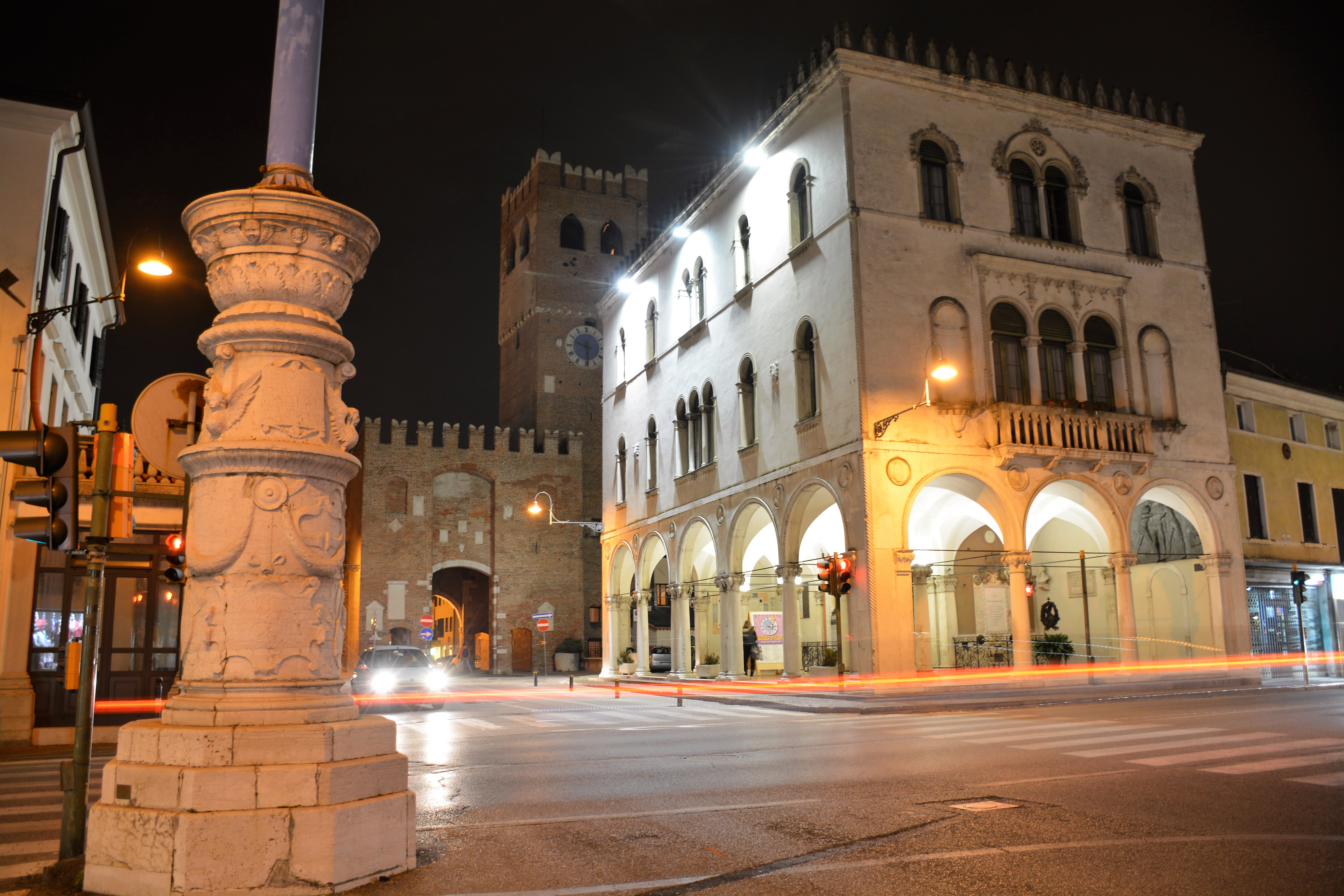
Il bianco Palazzo della Loggia, con la colonna della pace a sinistra e la torre dell'orologio sullo sfondo

La prima piccola antica Loggia venne costruita nel 1389 accanto alla Torre dell'Orologio, a ridosso del fiume Marzenego, e al suo interno vi si amministrava la giustizia al tempo del dominio della Serenissima. Attorno al 1525, essendo questa troppo angusta, si decise di costruirne una nuova accanto, terminata nel 1557: comprendeva una loggia composta da tre archi gotici al pian terreno, ed un poggiolo in marmo al piano superiore, sormontato da un'effigie raffigurante il leone di S. Marco; il tetto era infine cinto da una sequenza di merli ghibellini. Nel 1848 venne però deciso di demolirla, e, al suo posto, fu eretta l'attuale Loggia. Essa è un palazzo in tipico stile gotico veneto disposta su tre livelli; questo palazzo è stato sede del municipio di Noale fino alla seconda metà del '900. Al pian terreno si trova inoltre un monumento ai caduti e la tomba di Pietro Fortunato Calvi.

#### Altri edifici
Il Palazzo Negro, in piazza Castello, è una costruzione dell'inizio del XV secolo ed ha subito molte modifiche nel corso dei secoli. Il recente recupero della facciata ha evidenziato decorazioni vivaci e a forte cromia. I decori risalgono al Quattrocento e appartengono a un artista veneto. All'interno si trova una decorazione parietale ripetitiva tardo-quattrocentesca molto raffinata.
La Casetta della scuola dei Battuti è un edificio piuttosto piccolo in piazza XX Settembre: essa è stata riccamente decorata con affreschi del 1599 commissionati dai confratelli Battuti. Importanti sono l'affresco centrale in facciata della Madonna degli Angeli e l'affresco della Madonna dei Battuti, raffigurante la Vergine Maria nell'atto di abbracciare sei confrati sotto il suo mantello.
Tra gli altri numerosi edifici di pregio, sono da menzionare: il Palazzo Soranzo-Scotto, edificio del XVI secolo ora adibito a biblioteca comunale, e la cosiddetta "Loggetta" di largo San Giorgio realizzata negli anni 1930 in stile eclettico-rinascimentale per ospitare il mercato, nel luogo in cui vi era l'antica chiesa di San Giorgio (costruita nel 1390 e demolita nel 1897).

#### Colonna della Pace
Al centro del crocevia si trova una elegante scultura denominata Colonna della Pace, eretta nel XVI secolo a spese di una facoltosa famiglia locale e firmata dall'artista veneziano Paolo Pino. Attualmente sostiene il pennone portabandiera.

#### Villa Rossi
Villa Rossi è uno storico edificio risalente al XVII secolo.

### Architetture militari

#### Rocca dei Tempesta

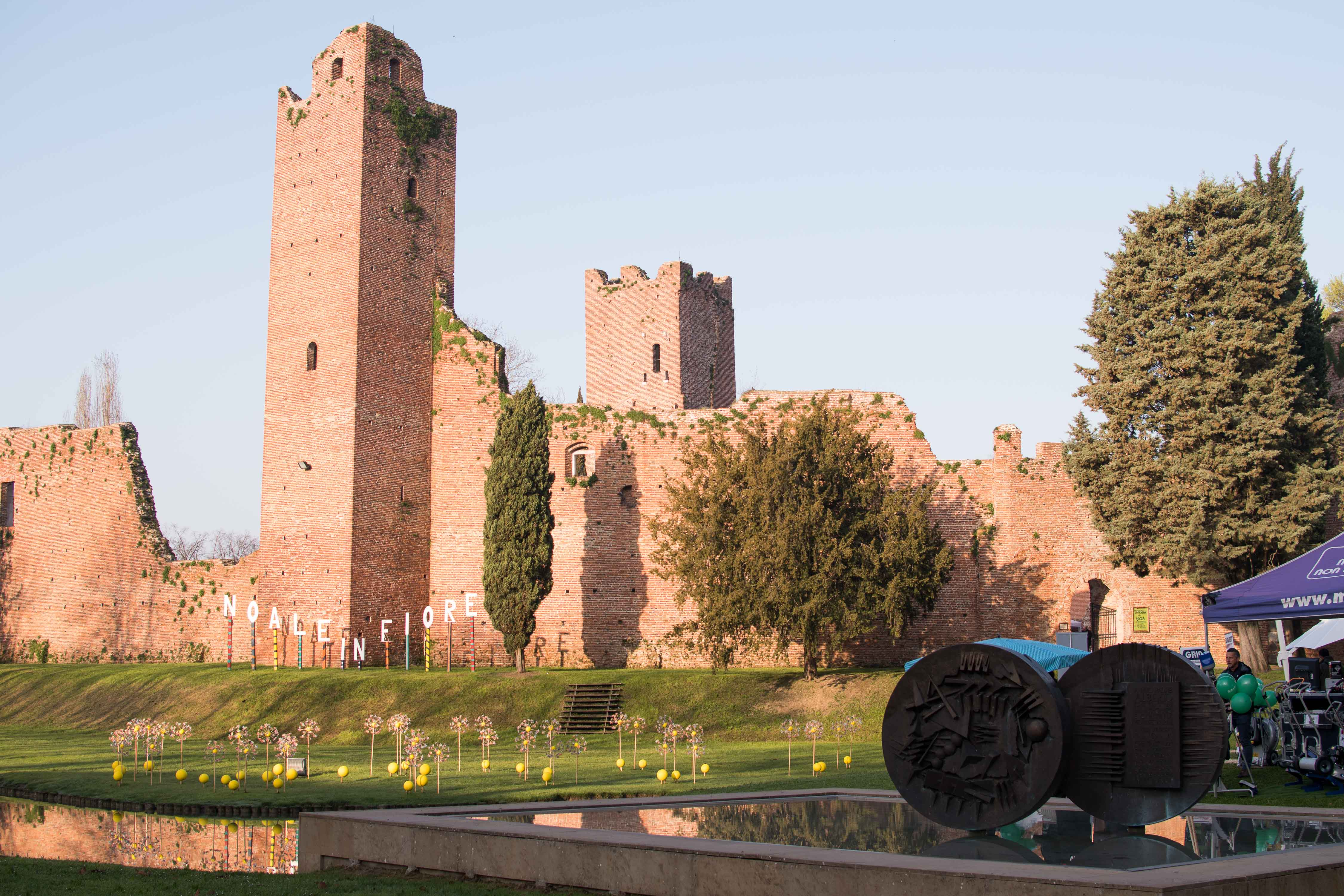
Rocca dei Tempesta

La rocca si presume risalga al XII secolo e fu residenza dei Tempesta, Signori di Noale. Fu utilizzata per scopi militari fino al XV secolo poi divenne sede del podestà sino al definitivo abbandono del 1763. A partire da quello stesso anno molte parti dell'ormai cadente struttura vennero deliberatamente demolite per ricavarne materiali da costruzione "a beneficio della comunità". Nel 1819 divenne Camposanto fino al 1983 quando costruito il nuovo cimitero cominciarono le riesumazioni conclusesi nel 1996. Ora la Rocca è visitabile in occasione di visite guidate o manifestazioni.

#### Castello
Alla rocca si affianca il castello, ovvero quell'area ancora cinta dai fossati medievali che con forma di quadrilatero irregolare sorge a cavallo della direttrice Camposampiero-Mestre, racchiudendo il centro storico di Noale. All'interno del perimetro (ma una vera e propria cinta muraria non è mai esistita), si elevano la chiesa arcipretale e antiche abitazioni decorate con affreschi nonché l'ampia piazza Castello, già piazza Calvi. Fanno parte del complesso due grandi porte d'ingresso munite di merlature a coda di rondine, cui si affiancano le torri note come Torre dell'Orologio e Torre delle Campane.

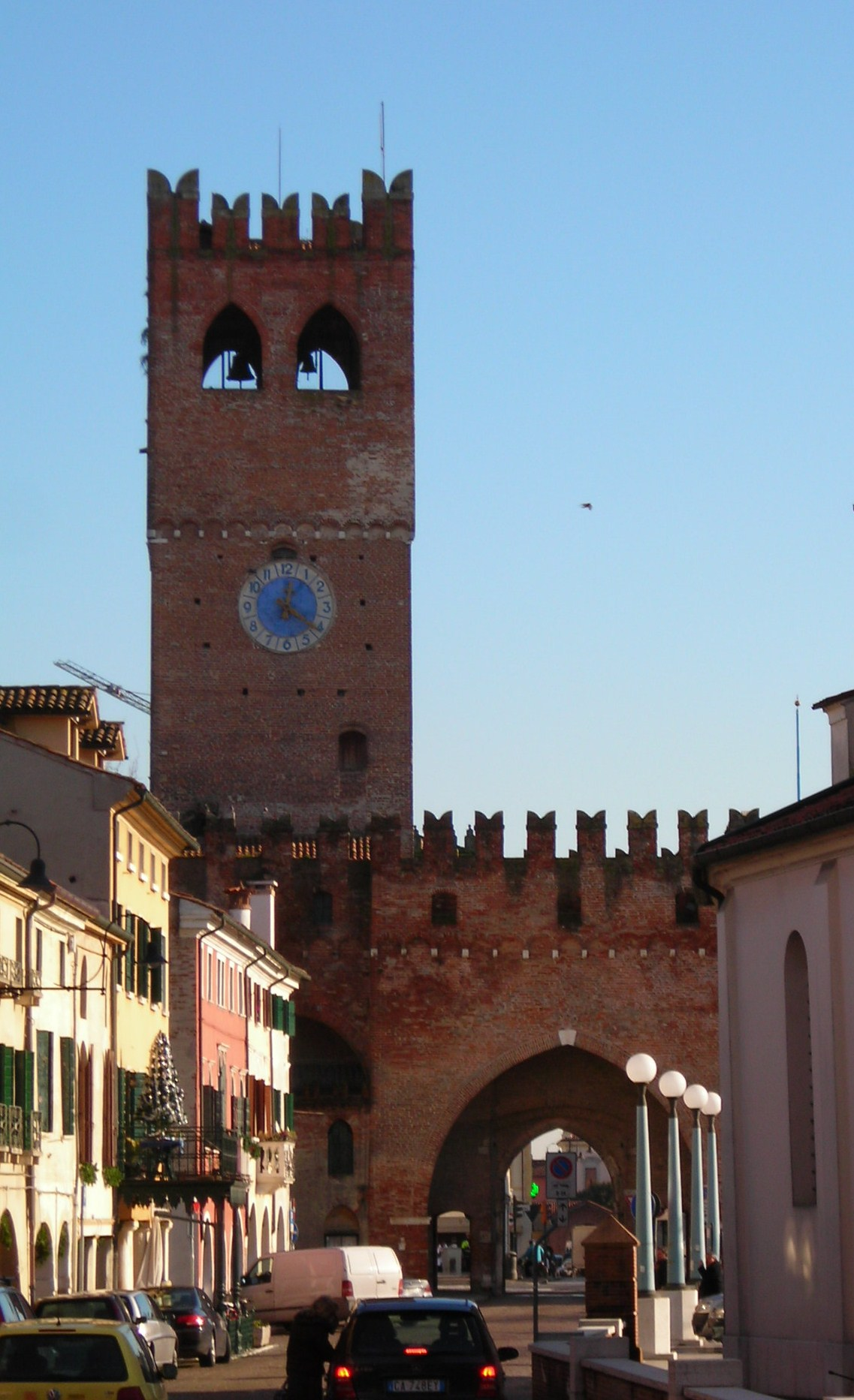
Torre dell'orologio

La Torre dell'Orologio o Grande o Trevisana o Civica costituiva l'entrata a levante dell'antico borgo medioevale; essa è alta 32 metri e, nel 1836, ne è stata decorata la sommità con i merli ghibellini che permangono tuttora, mentre prima la cella campanaria era coperta da un tetto di coppi a quattro spioventi. La cella campanaria possiede un concerto di 2 campane in Lab3 crescente a slancio. Essa possiede inoltre due orologi circolari dai quadranti celesti: uno sulla facciata che guarda a Piazza Castello (con numeri arabi) ed un altro dal lato dell'incrocio delle Quattro Strade (con numeri romani). La torre viene infine utilizzata ogni anno, in occasione del Palio, per riproporre uno spettacolo pirotecnico che ne simula l'incendio.

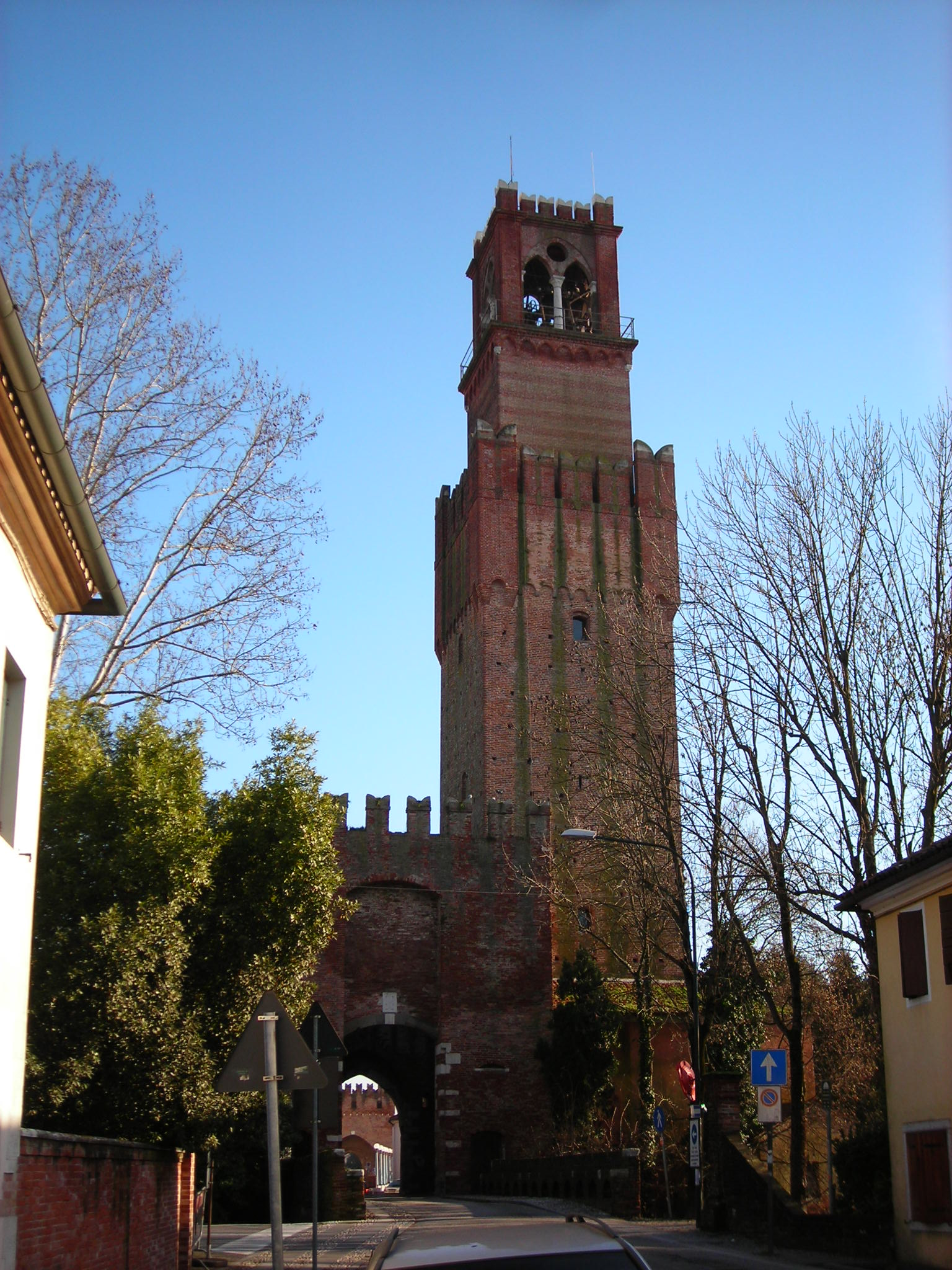
Torre campanaria

La Torre delle Campane o dei Preti costituiva l'entrata a ponente del borgo. Essa era un tempo alta come la Torre dell'Orologio ed era coperta da un tetto di coppi a quattro spioventi, fino a quando, nel 1876, si decise di sopraelevarla aggiungendovi la cella campanaria, anch'essa adorna di merli ghibellini, portandola così ad un'altezza di 43 metri, e divenendo di conseguenza l'edificio più alto del paese. La cella campanaria possiede un concerto di 7 campane in Do3 misolidio divise in due concerti a slancio friulano + campanello. Le 5 campane minori del concerto sono state fuse da Pietro Colbacchini di Bassano in anni diversi: la sesta nel 1927, la seconda, la terza, la quarta e la quinta nel 1876. La grande è stata fusa nel 1932 da Daciano Colbachini. Il campanello non riporta né marchio di fonderia né data ma probabilmente è stato fuso dalla fonderia Colbachini di Padova.

## Società

### Evoluzione demografica
Abitanti censiti

## Cultura

### Eventi
- Pirola Parola: si svolge la sera del 6 gennaio e consiste in un evento che rievoca la tradizione contadina di realizzare una grande pira in occasione dell'Epifania.
- Noale in Fiore: si svolge la seconda domenica di Aprile e consiste in un grande mercato floreale che richiama migliaia di visitatori da tutto il Veneto.
- Infiorata: si svolge in occasione della festa del Corpus Domini e consiste nella creazione di un grande disegno floreale in attesa della processione religiosa.
- Palio di Noale: si svolge il terzo fine settimana del mese di giugno e consiste nella rievocazione storica del Palio disputato a Noale nel XIV secolo sotto la Signoria dei Tempesta (famiglia), una corsa a piedi tra i rappresentanti delle sette contrade lungo un percorso di 1600 metri e che coinvolge ogni anno oltre mille figuranti.
- Sagretta dell'Assunta: si svolge la settimana dopo Ferragosto e consiste in una sagra parrocchiale presso l'Oratorio Don Bosco.
- Sagra della Madonna del Rosario: si svolge nell'ultimo fine settimana di Settembre e consiste in una sagra in occasione della Patrona della Città.

## Geografia antropica

### Frazioni
- Cappelletta: situata a nord è la frazione più piccola del comune di Noale: essa si sviluppa lungo una curva, sulla quale si trova la chiesa di S. Margherita: una chiesa costruita prima del XIV secolo a tre navate e con cinque altari dedicati a S. Margherita, a S. Defendente, alla Beata Vergine del Carmine, alla Madonna del Rosario e a S. Antonio. Di Cappelletta sono proprie infine la contrada del Drago, contraddistinta dai colori giallo e verde, la sagra del Carmine a luglio, e il falò dell'Epifania realizzato nel cortile di una villa di campagna.
- Moniego: situata a nordest è la frazione più grande del comune di Noale: essa si sviluppa lungo una via principale, lungo la quale sorgono il centro e la chiesa dedicata a S. Maria Annunziata: risalente al XIII secolo, essa possiede un'unica navata e ben cinque altari dedicati all'Annunciazione, a S. Urbano, a S. Valentino, alla Croce e alla Madonna; all'esterno vi è inoltre un campanile molto bello del 1512. Di Moniego sono proprie infine la contrada di S. Urbano, contraddistinta dai colori bianco e azzurro, e la sagra di S. Urbano, festeggiata il 25 maggio.
- Briana: si colloca a sudovest del centro storico, lungo la strada regionale SR515 ed è la seconda frazione del comune per popolazione: essa sorge nei pressi di una curva lungo la quale si trova la chiesa di S. Giovanni Battista: essa risale al XV-XVI secolo ed è caratterizzata da un'unica navata e da cinque altari dedicati rispettivamente a S. Giovanni, a San Giuseppe, alla Madonna del Rosario, ed al Sacro Cuore di Gesù. Di Briana sono proprie la contrada di S.Giovanni, contraddistinta dai colori rosso e blu, e la tradizionale “Sagra dea Crose” a maggio. A Briana esisteva infine la casa natale del martire per l'indipendenza italiana Pietro Fortunato Calvi.

### Contrade
Lo spazio interno alle mura, detto castello interiore (intra moenia) era diviso in tre contrade (Dirondella, del Gato, Ca' Mata) alle quali nel secolo XVI se ne aggiunse una quarta detta della Sorgata in onore della nobildonna Maria Sorgato.
L'extra oppidum o castello esteriore era invece suddiviso in borghi, che prendevano il nome dagli assi viari che si dipartivano dalle quattro porte della fortezza (Borgo Treviso a nord, Borgo Mestre ad est, Borgo verso Mirano a S/E, Borgo Padova a sud, Borgo Camposampiero o della Bassata ad ovest).
Le contrade sono state recuperate a scopo folkloristico e rappresentano i sette quartieri cittadini che si sfidano in occasione del Palio:
| Contrada    | Colori           | Descrizione                                                       | Vittorie al Palio            |
| Bastia      | verde e rosso    | zona ad oriente delle mura con un piccolo fortilizio              | 1997, 2001, 2016, 2018       |
| Cerva       | giallo e nero    | zona ad ovest delle mura nei pressi di via Cerva                  | 2007, 2013                   |
| Drago       | verde e giallo   | frazione di Cappelletta dove scorre il fiume Draganziolo          | 2014, 2017, 2022             |
| Gato        | bianco e nero    | zona all'interno delle mura dove era custodito il gato (ariete)   | 1999, 2000, 2019             |
| S. Giorgio  | rosso e nero     | zona in cui sorgeva la Chiesa di San Giorgio                      | 1998, 2008, 2010, 2024       |
| S. Giovanni | blu e rosso      | frazione di Briana il cui patrono è San Giovanni                  | 2003, 2009, 2012, 2015, 2023 |
| S. Urbano   | bianco e azzurro | frazione di Moniego dove vi era una chiesa dedicata a Sant'Urbano | 2011, 2025                   |

Queste contrade inoltre partecipano, a livello regionale e nazionale, ai campionati per musici e sbandieratori indetti dalla Federazione Italiana Sbandieratori; tutte le contrade partecipano in coalizione sotto il gruppo A.S.D. Tempesta, nome che richiama gli omonimi signori di Noale in epoca medievale.

## Economia
Il comune è conosciuto anche perché ospita la sede principale dell'azienda motociclistica Aprilia.
Le attività produttive hanno subito nei secoli una notevole evoluzione. Importanti nel Medioevo e nel Rinascimento erano due mulini sul Marzenego a cui si aggiunse un follo poi diventato maglio sul Draganziolo. Nel Rinascimento era presente pure un sito di raccolta dei nitrati di origine ovina per la produzione di polvere da sparo. Nei primi anni del XX secolo venne avviata la Lane Eger che è rimasta in attività sino agli anni ottanta dello stesso secolo e nella quale trovarono lavoro centinaia di operai e operaie. Noale contò anche una centrale elettrica costruita nel 1922 da Luigi Picchini. A sfidare i secoli permane la produzione di laterizi che, saltuariamente testimoniata in documenti e cartografia tra il Medioevo e la fine del XIX secolo, diventa produzione stabile e qualitativamente importante a partire dalla fine del XIX secolo grazie all'iniziativa della famiglia Rossi che impiantò il primo forno Hoffman. Ora si contano due fornaci, "SanMarco Terreal Italia" fondata dagli stessi Rossi con il loro nome attorno al 1911 e la "fornace agli Ongari" fondata nel 1948 dall'ing. Cosulich poi acquisita da Giovanni Cavasin che l'ha diretta per quasi quarantacinque anni. La prima produce "elementi per l'architettura" a stampo con superficie prevalentemente sabbiata, mentre la seconda produce per trafila tavellame.
È difficile riassumere l'evoluzione della produzione agricola ma sicuramente fiorente è la produzione del mais. Venivano allevati i bachi da seta e, attorno agli anni cinquanta del XIX secolo, importanti erano l'allevamento dei polli e la produzione di pesche. Sino a circa trent'anni fa diffusissima era la coltivazione delle vite e molto curate erano le rive, ovvero quelle siepi composte da diverse varietà arboree e arbustive che costeggiavano i campi e dalle quali si ricavavano legna, frutta (ciliegie, more, etc.), funghi, foglie per i bachi da seta e rami flessibili per produrre ceste e legacci. Diffusa era inoltre la coltivazione dell'erba medica utilizzata per l'allevamento del bestiame. Ogni edificio rurale contava almeno un capo da latte. Oggi le piccole e piccolissime stalle sono scomparse, le viti sono state estirpate e sono diffuse la coltivazione di mais, soia, radicchio, ecc.
Tra le attività si contano aziende metalmeccaniche (tornitura di metalli, produzione di stampi, zincherie), imprese edili e aziende a servizio dell'edilizia (calcestruzzi, prefabbricati in cav, case in legno, serramentistica, marmi, etc.), aziende di trasporti (padroncini e grandi gruppi), un'importante azienda di raccolta della carta usata e laboratori di sartoria oltre a officine meccaniche e di manutenzione. Ancora attiva è la cantina sociale che raccoglie le uve di un ampio circondario.

## Infrastrutture e trasporti

### Strade
Noale sorge lungo la SR515 "Noalese", quasi a metà strada fra Padova e Treviso.
A circa 9 km dalla città si trova il casello sull'autostrada A4 di Martellago-Scorzè, sul cosiddetto Passante di Mestre.
È collegata a Mestre e a Venezia tramite alcune linee extraurbane ACTV e a Padova e Treviso tramite le società di trasporti Busitalia Veneto e MOM.

### Ferrovie
Noale è dotata di una stazione ferroviaria sulla linea Venezia-Trento dove fermano tutti i treni che vi transitano. La struttura, progettata da Umberto Sailer e inaugurata nel 1910, è denominata Noale-Scorzè e rappresentava l'unico interporto tra Castelfranco Veneto e Mestre (dismesso nel 2004) ed è dotata di tre binari. È stata ristrutturata nel 2009 fornendola di un sottopassaggio e di un parcheggio sul retro.

## Amministrazione

### Sindaci nominati dal CLN
| Periodo | Periodo | Primo cittadino  | Partito | Carica  | Note |
| ------- | ------- | ---------------- | ------- | ------- | ---- |
| 1945    | 1946    | Giancarlo Sailer |         | Sindaco |      |

### Sindaci dal 1946
| Nominativo                                           | Nominativo                                        | Partito / Coalizione                              | Periodo                                           | Elezione                                          |
| Sindaci eletti dal Consiglio comunale (1946-1995)    | Sindaci eletti dal Consiglio comunale (1946-1995) | Sindaci eletti dal Consiglio comunale (1946-1995) | Sindaci eletti dal Consiglio comunale (1946-1995) | Sindaci eletti dal Consiglio comunale (1946-1995) |
| ---------------------------------------------------- | ------------------------------------------------- | ------------------------------------------------- | ------------------------------------------------- | ------------------------------------------------- |
|                                                      | Tommaso Tommasi di Vignano                        | Democrazia Cristiana                              | 1946-1951                                         | 1946                                              |
|                                                      | Angelo Gradenigo                                  | Democrazia Cristiana                              | 1951-1956                                         | 1951                                              |
|                                                      | Anelio Pelizzon                                   | Democrazia Cristiana                              | 1956-1963                                         | 1956                                              |
| 1960                                                 | Anelio Pelizzon                                   | Democrazia Cristiana                              | 1956-1963                                         |                                                   |
|                                                      | Reno Donà                                         | Democrazia Cristiana                              | 1963-1970                                         | (1960)                                            |
| 1964                                                 | Reno Donà                                         | Democrazia Cristiana                              | 1963-1970                                         |                                                   |
|                                                      | Ugo Zalunardo                                     | Democrazia Cristiana                              | 1970-1975                                         | 1970                                              |
|                                                      | Mario Prevedello                                  | Democrazia Cristiana                              | 1975-1980                                         | 1975                                              |
|                                                      | Luigi Marazzato                                   | Democrazia Cristiana                              | 1980-1985                                         | 1980                                              |
|                                                      | Mario Prevedello                                  | Democrazia Cristiana                              | 1985-1988                                         | 1985                                              |
|                                                      | Severo Sorato                                     | Democrazia Cristiana                              | 1988-1989                                         | (1985)                                            |
|                                                      | Dino Pieretti                                     | Democrazia Cristiana                              | 1989-1990                                         | (1985)                                            |
|                                                      | Lorenzo Scotton                                   | Democrazia Cristiana                              | 1990-1991                                         | 1990                                              |
|                                                      | Mario Bonaventura                                 | Partito Socialista Italiano                       | 1991-1995                                         | (1990)                                            |
| Sindaci eletti direttamente dai cittadini (dal 1995) |                                                   |                                                   |                                                   |                                                   |
|                                                      | Mario Bonaventura                                 | L.c. Noale Nova                                   | 1995-2004                                         | 1995                                              |
| 1999                                                 | Mario Bonaventura                                 | L.c. Noale Nova                                   | 1995-2004                                         |                                                   |
|                                                      | Carlo Zalunardo                                   | Centro-sinistra                                   | 2004-2009                                         | 2004                                              |
|                                                      | Michele Celeghin                                  | Centro-destra                                     | 2009-2014                                         | 2009                                              |
|                                                      | Patrizia Andreotti                                | Centro-sinistra                                   | 2014-2024                                         | 2014                                              |
|                                                      | Patrizia Andreotti                                | Liste civiche                                     | 2014-2024                                         | 2019                                              |
|                                                      | Stefano Sorino                                    | Centro-destra                                     | 2024-in carica                                    | 2024                                              |

### Gemellaggi
- Arta Terme[11]

## Sport

### Calcio
Ha sede nel comune la squadra Calvi Noale, fondata nel 1925. Nella stagione 2025-2026 milita nel girone C in Serie D, la quarta serie del campionato italiano di calcio.